# Spartans Football Club Women
Lo Spartans Football Club Women's and Girl's, citato anche come Spartans FCW o più semplicemente come Spartans, è una squadra di calcio femminile britannica con sede a North Edimburgo, Scozia, e iscritta alla Scottish Women's Premier League, livello di vertice del campionato scozzese femminile di calcio.
Originariamente istituita nel 1985 come Hailes United, la squadra è affiliata allo Spartans Football Club, utilizzandone simboli, colori sociali e impianti di allenamento, giocando dal 2015 le sue partite casalinghe all'Ainslie Park, impianto da 3 000 posti, dei quali 504 seduti, che condivide con la squadra maschile iscritta alla Lowland Football League.

## Storia
Fondato nel 1985, nei primi venti anni della sua esistenza il club assunse varie denominazioni sociali, dall'originario Hailes United passando per Edinburgh Star, Tynecastle, Bonnyrigg Rose fino a Whitehill Welfare, riuscendo con quest'ultima realtà calcistica ad accedere alla Scottish Women's Premier League nel 2004. Dopo due stagioni, nella 2006-2007 e in quella successiva, nelle quali la squadra si iscrisse al campionato come Edinburgh Ladies, nel 2008 il club venne assorbito dallo Spartans FC, a quel tempo iscritto alla East of Scotland Football League.
Dopo aver vinto la Scottish Women's Premier League Cup come Edinburgh Ladies nel 2007, lo Spartans raggiunse la finale del torneo in altre cinque occasioni, le ultime quattro consecutive, al termine delle stagioni 2008-2009, 2010 e 2010-2011, 2001-2012 e 2012-2013, perdendole tutte., terminando inoltre al secondo posto in campionato, dietro al Glasgow City, al termine delle stagioni 2008-2009 e 2011.

## Palmarès
- Scottish Women's Premier League Cup: 3

2003-2004, 2005-2006, 2006-2007

## Organico

### Rosa 2017
Rosa aggiornata al 27 agosto 2017.
| N. |                   | Ruolo | Calciatrice               |
| -- | ----------------- | ----- | ------------------------- |
|    | Scozia (bandiera) | D     | Bobbie Beveridge          |
|    | Scozia (bandiera) | C     | Colette Cavanagh          |
|    | Scozia (bandiera) | C     | Sarah Clelland            |
|    | Scozia (bandiera) | P     | Eartha Cumings            |
|    | Scozia (bandiera) | D     | Ronaigh Douglas           |
|    | Scozia (bandiera) | A     | Laura Gavin               |
|    | Scozia (bandiera) | P     | Rachel Harrison           |
|    | Scozia (bandiera) | C     | Zoe Johnstone             |
|    | Scozia (bandiera) | C     | Mariel Kaney              |
|    | Scozia (bandiera) | C     | Alana Marshall (capitano) |
|    | Scozia (bandiera) | C     | Louise Mason              |

| N. |                   | Ruolo | Calciatrice          |
| -- | ----------------- | ----- | -------------------- |
|    | Scozia (bandiera) | D     | Nicola Mawson        |
|    | Scozia (bandiera) | D     | Michaela McAlonie    |
|    | Scozia (bandiera) | A     | Kaela McDonald-Nguah |
|    | Scozia (bandiera) | D     | Dion McMahon         |
|    | Scozia (bandiera) | D     | Simone McMahon       |
|    | Scozia (bandiera) | D     | Jess Murphy          |
|    | Scozia (bandiera) | C     | Tegan Reynolds       |
|    | Scozia (bandiera) | C     | Elena Santoyo-Brown  |
|    | Scozia (bandiera) | C     | Ellie Simpson        |
|    | Scozia (bandiera) | A     | Rachel Walkingshaw   |